# Pteleon
Pteleon es un género de escarabajos de la familia Chrysomelidae. En 1888 Jacoby describió el género. Esta es la lista de especies que lo componen:
- Pteleon brevicornis (Jacoby, 1887)
- Pteleon californicus (Wilcox, 1953)
- Pteleon pubescens Jacoby, 1892
- Pteleon semicaeruleus Jacoby, 1888